# Petrologo
Il petrologo (tradizionalmente chiamato anche petrografo) è un operatore di Scienze della Terra specializzato nello studio e nell'applicazione delle rocce, dei minerali e dei materiali artificiali assimilabili, sotto il profilo compositivo, tessiturale, genetico come ad esempio i cementi o le ceramiche.
La ricostruzione della storia delle rocce consente la comprensione del funzionamento del sistema Terra e la previsione del suo comportamento, fornendo dati utili ad esempio per la pianificazione nell'uso del territorio, per la progettazione di opere di ingegneria civile (es. gallerie, strade, ponti, ferrovie) e per la valutazione dei rischi geologici (come il rischio vulcanico).
Il petrografo può lavorare sul terreno, realizzando carte geologiche e tematiche con particolare riguardo ai terreni metamorfici e magmatici (compresi i terreni vulcanici); oppure può svolgere la sua attività in laboratorio, mediante l’uso di apparecchiature per l’analisi chimica, tessiturale e mineralogica.
Si occupa altresì dell’identificazione, del reperimento e sfruttamento di rocce industriali, quali ad esempio marmi e pietre ornamentali, marne da cemento, inerti per l’edilizia, argille per usi industriali. Può occuparsi di caratterizzazioni e certificazioni come stabilito dalle norme italiane e europee.
In parallelo è in grado di applicare le stesse tecniche di studio ai prodotti artificiali inorganici che assomigliano alle rocce, i cosiddetti litoidi, spazianti dalle ceramiche, ai vetri, alle malte, ai conglomerati cementizi, ai minerali sintetici, alle scorie industriali. In campo industriale, può occuparsi di Ricerca e Sviluppo, ottimizzando le tecnologie che comportano l’uso di materiali inorganici cristallini e vetrosi, sia naturali che di sintesi. 
Il petrologo collabora con il chimico e l’ingegnere per lo smaltimento di rifiuti ordinari, nonché per l’inertizzazione o il riciclo di rifiuti nocivi, attraverso il reinserimento delle sostanze pericolose in composti talora utilizzabili anche come materie prime secondarie. 
Il petrologo può anche svolgere indagini archeometriche, su reperti archeologici di natura litoide o minerale, e può collaborare per la conservazione ed il restauro di beni archeologici, artistici e architettonici. 
Questo professionista può trovare impiego nell'amministrazione pubblica quale esperto del territorio e dello smaltimento dei rifiuti, nell'industria delle pietre ornamentali, nell'industria della ceramica e del vetro, presso enti e istituti di ricerca, musei, in laboratori di analisi, in società ingegneristiche, in società per lo sfruttamento e ricerca delle materie prime minerali.